# Pataksügér
A pataksügér (Romanichthys valsanicola) a sugarasúszójú halak (Actinopterygii) osztályának sügéralakúak (Perciformes) rendjébe, ezen belül a sügérfélék (Percidae) családjába tartozó faj.
A Romanichthys halnemnek az egyetlen képviselője.

## Előfordulása
A pataksügér a Duna romániai vízrendszerében él, ahol homokos vagy kavicsos medrű tiszta folyóvizek vannak. Főbb állományai az Argeșban és mellékfolyóinak felső folyásaiban találhatók. Csak 1957-ben fedezték fel, és azóta is csak kevés figyelem jutott ennek a kihalófélben levő fajnak. Az erdőirtás, az utak építése, a kőbányák és a vízerőművek igen veszélyeztetik, és élőhelye már csak 1 kilométerre korlátozódik a Vâlsan folyóban, az Argeș megyei Brădetu falu közelében.

## Megjelenése
Testhossza legfeljebb 11 centiméter. 58–67 középnagy, fésűs pikkelye van a teljes oldalvonal mentén. Feje két kis sziget kivételével pikkelyek nélküli. Kopoltyúfedőjén egy széles tüske van, elő-kopoltyúfedője finoman fogazott.

## Életmódja
Az elöntött kavics- és homokzátonyokat kedveli. Gyakran a kölöntefélék (Cottidae) között található. Táplálékai fenéklakó gerinctelenek, halikra és ivadék.

## Szaporodása
A pataksügér körülbelül május második felében ívik. A nőstény 120–150 ikrát rak egy kő alá.